# Idaea infermata
Idaea infermata är en fjärilsart som beskrevs av Otto Staudinger 1871. Idaea infermata ingår i släktet Idaea och familjen mätare. Inga underarter finns listade i Catalogue of Life.